# Zalmaiï
Zalmaiï (* 1964 in Kabul) ist ein afghanisch- schweizerischer Fotograf.

## Leben und Werk
Zalmaiï verließ Kabul 1980. Nach dem Einmarsch der Sowjets floh er in die Schweiz. Zalmaiï studierte in Lausanne Fotografie. Seit 1989 ist er freier Fotograf und bereist vorwiegend Europa, die Vereinigten Staaten von Amerika und Asien.
Seine Fotos wurden in zahlreichen Magazinen und Zeitungen veröffentlicht. Darunter: The New York Times Magazine, Time, The New Yorker, Harper’s Magazine, Newsweek und La Repubblica. Zalmaiï arbeitete für Human Rights Watch, Das Internationale Komitee vom Roten Kreuz, Büro der Vereinten Nationen für Drogen- und Verbrechensbekämpfung und Hoher Flüchtlingskommissar der Vereinten Nationen.
Ausgezeichnet wurde Zalmaiï mit dem Visa D’Or für Fotojournalismus und einem Preis von Getty Images.
2012 stellte Zalmaiï auf der dOCUMENTA (13) aus.